# Takao Saitō
Cet article concerne un mangaka. Pour le directeur de la photographie (1929-2014), voir Takao Saitō.
Pour les articles homonymes, voir Saito.
斎藤隆夫
Œuvres principales
Première œuvre : Kūki Danshaku
Autres ouvrages :
- 007 Shinu no wa Yatsura da
- 007 Thunderball Daisakusen
- O'ō Heika no 007
- 007 ōgon Jū wo Motsu Otoko
- Muyonosuke
- Golgo 13
- Barom one
- Survivant
- Kumotori Zanpei
- Oniheihankachō
- Shikakenin Fujieda Baian
- Za Shadōman

Takao Saitō (斎藤隆夫, Saitō Takao, 1936-2021) est un mangaka, représentant du gekiga, courant réaliste et adulte de la BD nippone né à la fin des années 1950. Ses thèmes de réflexions sont « les préoccupations écologiques, économiques et politiques de notre époque, le fondement du lien social, mais aussi la complexité de la nature humaine ».

## Biographie
Takao, fils de barbier, est né le 3 novembre 1936 à Sakai dans la préfecture d'Osaka.
Durant sa vie scolaire, il est le meilleur élève en dessin, mais aussi en bagarre. Il pense faire une carrière de boxeur mais, après le collège, se penche sur le métier de mangaka, fortement influencé par King Kong et la Seconde Guerre mondiale à l'époque. Il dessine, à l'âge de 19 ans, son premier manga officiel Kūki Danshaku (« le Baron volant ») en 1956.
Il fonde l'atelier Gekiga kōbō en 1959 avec sept autres auteurs : Yoshihiro Tatsumi, Shōichi Sakurai (桜井 昌一), Fumiyasu Ishikawa (石川 フミヤス), Masahiko Matsumoto (松本 正彦), Kei Motomitsu (K・元美津), Susumu Yamamori (山森 ススム) et Masaaki Satō (佐藤 まさあき).
En avril 1960, il prend son indépendance et crée Saito-Production (さいとう・プロダクション, Saitō-Purodakushon) dans lequel il embauche 19 employés suivant une organisation du travail favorisant la productivité par la division des tâches,. Il a ainsi pour assistant Kazuo Koike de 1968 à 1970. Puis, il commence à donner des cours de dessin en 1971.
Il débute en 1968 la série Golgo 13 mettant en scène un tueur à gages, pour lequel il est récompensé du 21e prix Shōgakukan en 1976. Ce manga devient un incontournable de la culture japonaise avec ses 201 volumes, toujours en cours de parution en 2021, et adapté en animation, en jeux vidéo et en films d’action. Il entre en 2021 dans le Livre Guinness des records pour le plus grand nombre de tomes publiés pour un seul manga.
Takao Saitō meurt le 24 septembre 2021 d'un cancer du pancréas, à l'âge de 84 ans.

## Adaptation de ses œuvres
- 1971 : Golgo 17·18·19, one shot parodique de 20 pages par Gō Nagai
- 1972 : Chojin Barom 1 , série live
- 1972 : Kage gari (影狩り?), film de Toshio Masuda
- 1973 : Golgo 13, film avec Ken Takakura
- 1977 : Golgo 13: Assignment Kowloon, film avec Sonny Chiba
- 1983 : Golgo 13: The Professional, film d'animation
- 1998 : Golgo 13: Queen Bee, OAV
- 2002 : Barom one, série animée de 13 épisodes
- 2008 : Golgo 13, série TV de 50 épisodes

## Distinctions
Golgo 13 reçoit le 21e prix Shōgakukan en 1976.
En 2002, le mangaka reçoit le Grand Prix de l'Association des auteurs de bande dessinée japonais pour Golgo 13.